# Psychose toxique amphétaminique
La psychose toxique amphétaminique est une forme de psychose due à la prise de psychotropes stimulants telles que l'amphétamine et la méthamphétamine. Elle apparaît en général après une overdose ou consommation régulière et chronique, bien que dans certains cas, une apparition des symptômes soit observée dès la première fois. Le terme psychose stimulée est parfois préféré.
Les symptômes principaux sont des hallucinations, des délires, des troubles de la pensée.

## Droit
La responsabilité pénale d'individus qui commettent des crimes sous l'effet d'une psychose toxique peut se poser à l'issue d'un procès pénal, en lien avec la défense d'automatisme, la défense d'intoxication et la défense fondée sur les troubles mentaux.

### Canada
Dans un article scientifique, le professeur de droit Hugues Parent présente un aperçu de la jurisprudence canadienne relative aux psychoses toxiques. L'arrêt de principe de la Cour suprême du Canada sur cette question est R. c. Bouchard-Lebrun. Dans cette décision, la Cour a jugé que la défense fondée sur les troubles mentaux ne peut pas être soulevée lorsqu'une psychose toxique provient d'une intoxication volontaire. Les deux moyens de défense (troubles mentaux et intoxication volontaire) sont mutuellement exclusifs. La Cour d'appel du Québec a appliqué cette règle au moment de l'appel du premier procès du docteur Guy Turcotte.